# Комунистички рај
Комунистички рај је српски филм из 2022. године.
Филм је настао по истоименој драми Александра Поповића. Филм jе премијерно приказан 3. марта 2022. године на 50. ФЕСТ-у.
Биоскопска дистрибуција филма је кренула 22. децембра 2022. године.
Ово је била последња улога Горана Даничића.

## Радња
Прича је смештена у доба 2. светског рата, али је то прича о нама, колико у прошлости толико и данас. То је прича о људима који живе одјеке великих светских потреса. Скрајнути од цивилизације, они се муче да одрже корак са драматичним променама којима их свет запљускује.
Тумарају међу идејама које сваки талас нанесе.
Напред или назад, лево или десно, Исток или Запад? Или било шта, не само да се преживи, већ да се од тога и живи.
Поповићеви јунаци су давна верзија прелетача, људи без идеја и стида.
Филм прати те прождрљивце, екстатичне пророке и претходнике револуција, увек спремне на свађу око идеја које немају, жељне да понизе и спремне да понижење истрпе...

## Улоге
| Глумац            | Улога |
| ----------------- | ----- |
| Горан Даничић     |       |
| Лазар Стругар     |       |
| Раде Кнежевић     |       |
| Зоран Ћосић       |       |
| Татјана Кецман    |       |
| Леа Блашко        |       |
| Вукашин Никитовић |       |
| Никола Булатовић  |       |
| Алек Кезеле       |       |
| Фредрик Вагнер    |       |
| Виктор Акерблом   |       |
| Александра Шаљић  |       |
| Мирко Јокић       |       |
| Ервин Колманчић   |       |
| Таро Кадоока      |       |
| Милан Миливојевић |       |
| Душко Радовић     |       |
| Дустин Лампчоп    |       |
| Немања Шерер      |       |
| Камерон Бојс      |       |